# Guillaume III av Provence
Guillaume III eller II (död efter år 1037) var greve av Provence från 1014 till sin död. Han ärvde titlarna från sin far Rotboald III.
Hans mor, som hette Ermengard, gifte sig senare med Rudolf II av Burgund. Han kallades därför för styvson till den burgundiske kungen. Han omnämns sista gången i skrift år 1037 angående en donation av en egendom till Cluny. Han gifte sig med Lucia men har inga kända arvingar. Vid hans död gick titlarna till systern Emma.